# Persuasion (personaggio)
Persuasion, il cui vero nome è Kara Killgrave, nota in precedenza come Ragazza Porpora, è un personaggio dei fumetti della Marvel Comics creato da Bill Mantlo e David Ross. È la figlia del supercriminale conosciuto come Uomo Porpora.

## Biografia del personaggio
Zebediah Killgrave, l'Uomo Porpora, usò i suoi poteri su una donna di nome Melanie per costringerla a sposarlo. Alla fine, Killgrave si rese conto che in realtà era davvero innamorato di Melanie e la liberò dal suo controllo. Diventata consapevole di ciò che aveva fatto, Melanie respinse Killgrave e se ne andò a Toronto. Dalla loro unione nacque Kara.
All'inizio della pubertà, tutto il corpo di Kara divenne viola. Quando rivelò la sua condizione alla madre, lei le rivelò l'identità di suo padre. Incapace di far fronte con il suo cambiamento di aspetto e alle circostanze del suo concepimento, Kara scappò.
Ad una gara sciistica incontrò il suo idolo sportivo Jean-Paul Beaubier (alias il supereroe mutante Northstar). Incapace di controllare i propri poteri, Kara erroneamente ordinò ad una donna di "andare a buttarsi giù da una rupe". Fortunatamente Northstar intervenne e la salvò, rivelando la sua identità segreta. Quando Jean-Paul si rese conto che la responsabile del fatto era Kara, la rimproverò lei, ma lei prese il controllo del suo corpo e gli ordinò di portarla al quartier generale di Alpha Flight. Credendo che Alpha Flight volesse farle del male, Kara fuggì, prendendo il controllo di Madison Jeffries. A Toronto, i due vennero catturati dal Banditore, intenzionato a venderli all'asta come armi. Alpha Flight li liberò, e Heather Hudson decise di educare Kara all'utilizzo dei propri poteri reclutandola come membro della rinnovata Beta Flight, dandole il nome in codice di Ragazza Porpora.

## Poteri ed abilità
Kara ha ereditato lo stesso potere di suggestione ipnotica del padre. La sua pelle emette costantemente dei feromoni che azzerano la volontà di chi gli sta intorno, rendendoli ricettivi ai suoi ordini. Tuttavia sembra che il controllo mentale si attivi solo quando le persone sottoposte ai feromoni ricevono da Kara un comando vocale diretto. La pelle delle persone vittime del potere di Kara, diventa porpora fintanto che essi sono sotto il suo controllo. Il suo potere non può influenzare i sistemi involontari del corpo. Un ordine di "cadere morto" comporterà soltanto la perdita di coscienza. Kara si è dimostrata in grado di assumere il controllo di persone già controllate da altri manipolatori mentali. Proprio perché la sua abilità si basa sui feromoni, essa non ha effetto sui sistemi elettronici e può essere annullata isolando Kara in ambienti a tenuta stagna o immergendosi sott'acqua. Un altro metodo per liberarsi del suo controllo è allontanarsi dall'area di diffusione del suo potere.
Nel corso del tempo, i suoi poteri sono cresciuti al punto che poteva controllare le persone senza dire una parola. Ha inoltre ampliato la sua gamma di controllo per diversi chilometri.